# Johann Jacob Wecker

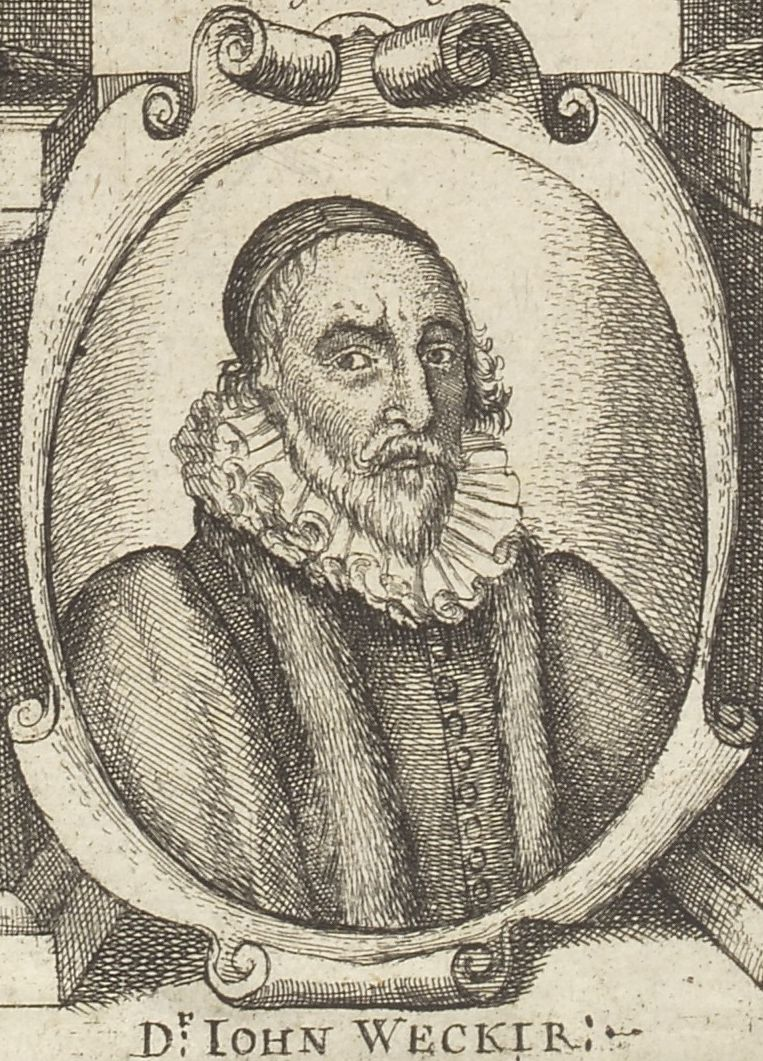
Johann Jacob Wecker

Johann Jacob Wecker (auch Johannes Jacobus Veckerus; * 1528 in Basel; † 1586 in Colmar) war ein Schweizer Arzt und Philosoph.

## Leben
Wecker studierte ab 1544 Medizin an der Universität Basel. Er wurde dort promoviert und liess sich in Basel als praktischer Arzt nieder. 1557 erhielt er ausserdem eine ordentliche Professur der Dialektik. 
1552 gab er in Basel ein Buch mit Lautenduetten heraus, das beim Drucker Ludwig Lück in zwei Stimmbüchern hergestellt wurde: Discant- und Tenor-Lautenbuch. Von diesem Druck ist nur das Tenor-Lautenbuch als Unicum erhalten (ehemals Werningerode, Fürst zu Stolberg-Wernigerodesche Bibliothek, dann Berlin, Deutsche Staatsbibliothek [Auslagerungsort Fürstenstein] und heute Krakau, Biblioteka Jagiellonska, Mus. ant. pract. H 695). Aufgrund von Nachdrucken können 23 der 34 von Wecker gezählten Stücke mit Diskantlautenstimmen aus Wolff Heckels Discant- und Tenorlautenbuch, (Strassburg, 1556, 2. Auflage 1562, Brown 1556-5D/6T, 1562-3D/4T) und drei Drucken von Pierre Phalèse (Brown 1563-12, 1568-7, 1571-6) ergänzt werden. Diese Ergänzungen können aufgrund der Errata für das Discant-Lautenbuch bei acht Stücken (II, V, XVI, XVII, XX, XXI, XXXII und XXXIII) als Abdrucke der originalen Wecker-Stimmen identifiziert werden – nicht aber Stück XXVI, zu dem Heckel offensichtlich eine eigene Discant-Stimme komponiert hat: Die Korrektur in Weckers Errata stimmt nicht mit der in Heckel vorgefundenen Discant-Stimme überein.
In Basel blieb Wecker bis 1566. In diesem Jahr nahm er einen Ruf als Stadtphysicus nach Colmar an. Dort wirkte er bis zu seinem Tod.
Er war mit der Dichterin und Kochbuchautorin Anna Wecker verheiratet, die postum Schriften von ihm herausgab.
Teilweise wird angegeben, dass Wecker in Wien bestattet sei. Seine Schriften setzen sich neben Medizin und Philosophie auch mit der Chemie beziehungsweise Alchemie auseinander.

## Werke (Auswahl)
- Tenor-Lautenbuch vonn mancherley schönen und lieblichen stuecken mitt zweyen lauten zusamen zu schlagen…, Lück, Basel 1552 (Brown 1552-10; nur das Tenor-Lautenbuch ist erhalten; das dazugehörige Discant-Lautenbuch ist verschollen).
- Medicae syntaxes, medicinam universam ordine pulcherrimo complectentes, Episcopius, Basel 1562.
- Antidotarium generale, Basel 1580.
- Ein nutzliches Büchlein von Mancherleyen Künstlichen wassern, ölen vnnd weinen, Perna, Basel 1581.
- Praecepta artis oratoriae, Basel 1582.
- Antidotarivm Speciale, Episcopius, Basel 1588.
- De Secretis: Libri XVII, Basel 1582 (Digitalisat).